# 譚耀宗
譚耀宗，大紫荊勳賢，GBS，JP（1949年12月15日—），廣東惠州市惠陽人。香港政治人物，曾任第十三屆全國人民代表大會常務委員會委員及港區全國人大代表，現任香港再出發大聯盟秘書長，以及全國港澳研究會副會長。曾任民主建港協進聯盟主席及香港立法會議員。2021年1月，因采纳和实施国家安全法被美国制裁。

## 背景
譚耀宗有4名弟妹，父親是一名海員。譚耀宗早年在九龍深水埗唐樓的板間房成長，在1963年於賽馬會官立中學讀至中三年級便輟學，畢業後到中環永安百貨公司當售貨員和櫉窗設計員，隨著其他員工一同加入公司所屬、工聯會之下的港九百貨商店職工會而成為工聯會會員。1972年，譚耀宗當選為百貨商店職工會的理事，負責組織工會內的文娛康樂工作，繼而於1982年當選工聯會副理事長，同年開始前往澳洲坎培拉澳洲國立大學，修讀延續教育部工人教育短期課程及當地工會訓練學院主辦的課程。另外，譚耀宗是英國商業管理學會永遠榮譽會士，曾經倫敦政治經濟學院工會學。
政治上，他曾擔任香港特別行政區基本法起草委員會委員。1985年至1995年任勞工界立法局議員，1995年於地區直選（九龍東南）角逐連任時以28,009票不敵另一位候選人李華明的30,133票而連任失敗。

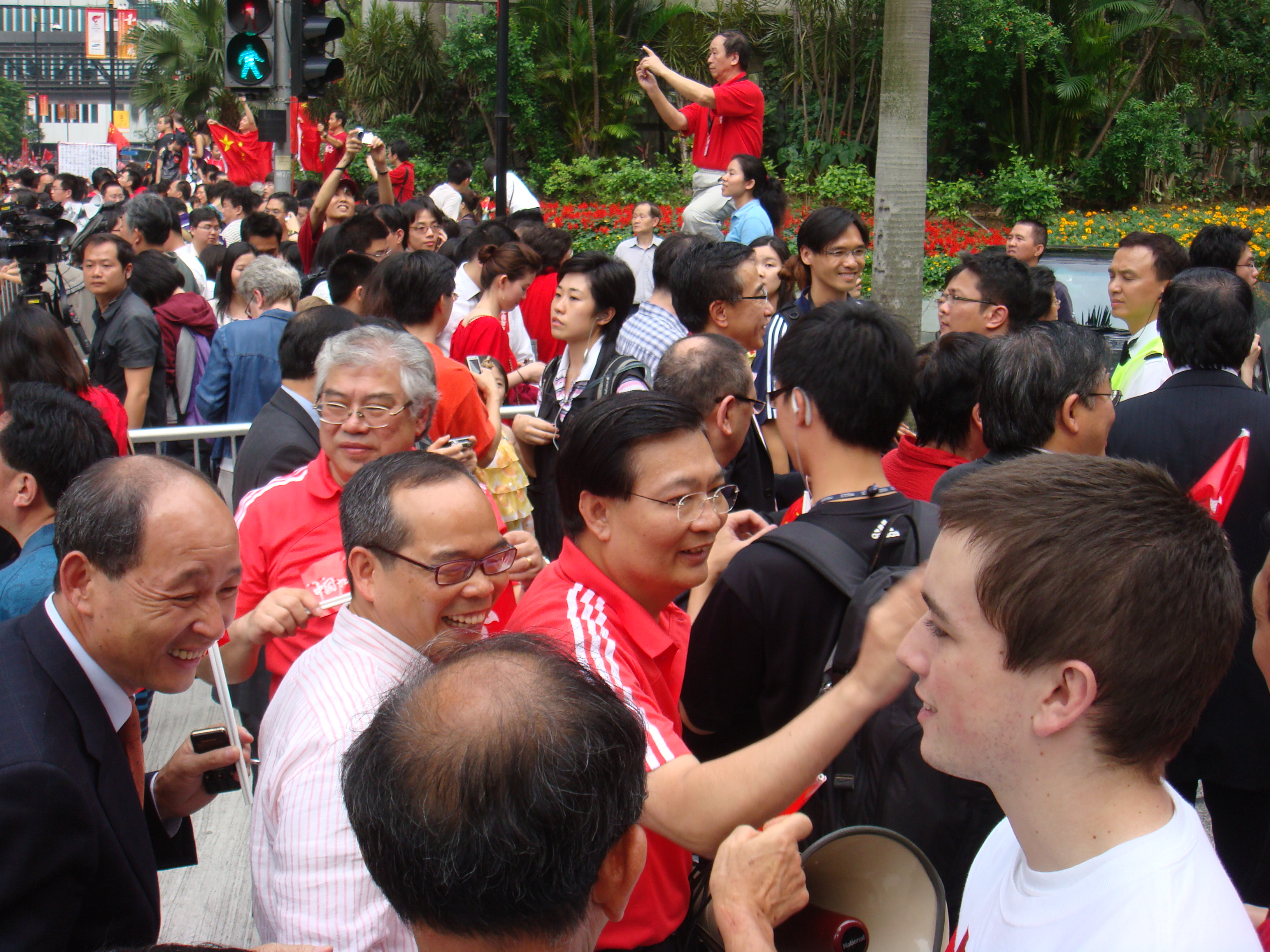
譚耀宗在2008年北京奧運香港區火炬接力活動（紅衣者）

1996年12月當選為臨時立法會議員，1997年7月1日至2002年6月30日任行政會議成員。自1998年起，參選新界西選區，連續四屆當選立法會議員。當中，2000年與鄉事派的代表、港進聯的鄧兆棠合作組成競選名單雙雙當選；2004年在一片對民建聯不利的低氣壓下，與黨內的新界社團聯會會長、鄉議局副主席張學明組成競選名單成功一同當選立法會議員。2007年8月，民建聯主席馬力去世後，民建聯常委會選出譚耀宗接替馬力出任民建聯主席，連任四屆至2015年。2012年，他代表民建聯參加2012年香港立法會選舉出戰新界西地區直選，成功當選。
譚耀宗亦是香港惠州社團聯合總會的首席會長。

### 被美國制裁
2021年1月15日，美國財政部宣佈，制裁6名損害香港自治的中港官員並公開其個人資料，被制裁者包括譚耀宗等人。被執行制裁的人士除了其美國資產會被凍結外，在海外及香港銀行服務亦極可能會被取消。譚耀宗回應指早已預料會被制裁，重申自己從來沒有資產在美國，並批評美國的行為霸凌及干預香港事務，又稱自己有很多朋友支持，即使制裁會帶來不方便，為了維護國家安全是值得，他強調自己作所有事情都是為香港大局及繁榮穩定，聲稱自己所作的行為是正義、合情、合理和合法。

## 家庭
譚耀宗已婚，妻子賴向明，育有兩子，兒子和孫兒均在澳洲接受教育，並入籍澳洲，成為澳洲公民。譚耀宗一家人是向外界宣揚中國心的典範規模。

## 爭議

### 氫氣球爆炸
譚耀宗曾表示擔心議員於議事廳內放氫氣球，氣球內氣體遇熱爆炸，引起安全問題；被市民以及傳媒視為笑柄，並駁斥其言論，指出現時之氫氣球是灌注氦氣而非氫氣，批評譚的知識連初中生都不如。

### 遭利物浦球迷譴責
2014年下半年香港爆發讓愛與和平佔領中環運動，數以十萬市民持續佔據多處道路，抗議全國人大常委會為特首選舉設立限制，包括限制提名權、提名委員會組成參照選舉委員會、行政長官候選人最多三位、須獲得提名委員會過半數支持等。警方處理示威的手法備受爭議，亦有多宗懷疑警員濫權、濫用暴力事件。譚耀宗在2014年10月16日立法會會議上引用利物浦會歌You'll never walk alone勉勵備受批評的香港警隊，引來五千名利物浦球迷發出聲明譴責。聲明提到，1989年希斯堡慘劇造成96名球迷死亡，英國警方刻意隱瞞和改寫調查報告，將責任推到在場的利物浦球迷身上，事隔多年後時任首相金馬倫承認錯誤，並向死難者家屬致歉，而譚議員竟用You'll never walk alone向被指濫用警權的警隊致敬，這是對球迷的侮辱。聲明最後特別提到「我們並不會要求譚議員道歉，因為我們明白真理和良知並不適於用某些人身上」。譚則回應指「句說話幾好吖，借嚟用啫」。

### 未有投票支持政改
2015年6月17至18日，立法會討論及表決政改方案。泛民主派事前表明不接受特首參選人需取得過半提委支持才能成為候選人的規定，又稱不能令港人成「橡皮圖章」，加上醫學界梁家騮因為多個業界民調都顯示反對政改的醫生較支持多，而決定投反對票，議案預料難以獲三分之二議員支持通過。當天建制派為了等待遲到的劉皇發一起表決，包括譚耀宗在內大部份建制派離場，意圖令會議流會，讓劉趕及回來。然而部份建制派並未有一起離場，導致會議有足夠人數繼續進行，最後立法會以28票對8票大比數否決政改方案。事後建制派議員紛紛到中聯辦交代事件。事後譚指事件是他從政多年來最大打擊，「好可惜無機會投贊成」。他補充道，希望市民日後是看表決結果，而不是票數，又希望泛民主派自此「迷途知返」。

### 被指以身份行使特權到公立醫院做手術
2016年6月2日，有網民在「HA Secrets」facebook專頁爆料指，一名「最大保皇黨前任大佬」5月31日到「九龍中最大型醫院」做小手術期間用盡特權，獲優先加至手術名單首位，與太太陪同經職員更衣室進入手術室無菌範圍穿便服走動。手術前更獲安排在醫護人員休息室等候。唯一般情況下，病人需到專科門診求診，之後才轉介做手術。譚耀宗承認當日做切除耳部瘜肉手術，屬非緊急手術，但否認使用特權。晚上發表聲明對引起不便深表歉意。伊利沙伯醫院就事件向公眾致歉，承認安排並不恰當，院方會嚴肅處理及徹查事件。

### 參與《國安法》立法，兩名兒子卻被指擁有澳洲護照
作為唯一可參與《國安法》立法的人大常委譚耀宗，其兩名兒子則有澳洲護照，宣誓效忠澳洲。末代港督彭定康認為：「他們可簽下這些可怕的文件，壓制香港自由，並深知道苦情況變壞可隨時逃走，但大部份港人並無此機會。」

### 自揭部分親中派選民不符選民登記資格
受肺炎影響，民建聯等親中派政黨提出押後選舉的建議，引發外界關注。有傳媒問到是否和親中派選情有關，譚耀宗則回應選情不是主要問題，而是親中派的選民，因在港已無住所，難以隔離 14 日，可能因此不回港投票。但根據政府資訊，通常要符合多項條件才能成為地方選區選民，其中包括『通常在香港居住』，及在登記申請中呈報他在香港唯一或主要居所的住址。

## 言論及看法

### 對八九學運看法：89年譴責北京當局血腥鎮壓群眾，90年起封口
1989年因中共前總書記胡耀邦逝世，北京爆發八九學運，及後中共出動解放軍鎮壓示威惹來世界各地強烈批評，在香港亦有一百萬市民遊行抗議北京的處理手法。當年譚耀宗強烈譴責北京當局血腥鎮壓群眾，又認為香港人上了深刻的一課。譚亦聯署要求中央解除新聞封鎖，並停止搜捕示威者。
其後譚對學運的態度卻大大改變。1999年，譚表示六四事件當前並無定論，而於2009年亦不願對六四事件表達任何意見。譚擔任港區全國政協委員多年來，未有在會議上重提當年要求中央停止打壓學生示威的訴求。

### 遞補機制
2011年7月9日的無線電視時事節目新聞透視節目當中訪問譚耀宗時談及遞補機制方案，其中記者問譚耀宗：「政府提出的原方案，你支持；修訂的，你支持；不諮詢，你們支持；到要諮詢，你們也支持；感覺是，你的立場在哪裡呢？」，譚耀宗並沒有即時回答，一臉無奈的冷笑之後回答，總之能防止議員退選後再補選便會支持， 譚耀宗的古怪笑容後來被網民惡搞。另一名立法會議員黃毓民則對建制派議員的支持行為表示「深表同情，愛莫能助」。

### 中式英文回答當選感言
譚耀宗在2017年12月19日在港區全國人大代表選舉上順利當選，並以語法錯誤的英文回應傳媒「I think I very much thank you.」，遭人恥笑。

### 支持習近平恢復終身制
譚耀宗接受香港傳媒訪問時，被問到全國人民代表大會通過修改憲法廢除連任限制，讓習近平可以一直連任，他表示由於中共總書記和軍委主席均沒有連任限制，修憲符合領導人「三位一體」的體制，他支持修憲，認為這樣更有彈性。

### 稱高呼「結束一黨專政」有可能被剝奪立法會議員資格
譚耀宗在2018年3月第十三屆全國人民代表大會上高票當選全國人大常委後，接受《南華早報》訪問時，表示日後提出「結束一黨專政」的口號，可能違反憲法，並會影響參選立法會資格。而具體和詳細的做法，留待選舉主任考慮。支聯會發聲明強烈譴責譚耀宗的言論，要求他立即收回「恐嚇港人」的言論。立法會議員梁耀忠認為譚耀宗的說法是大幅收窄香港的言論自由。

### 批評有些人寄望共產黨「玩完」
2018年4月，正值港大法律系副教授戴耀廷發表涉港獨言論風波，譚耀宗批評「有些人寄望共產黨玩完，你唔使諗喇，你返去繼續發夢（有些人寄望共產黨玩完，你不用想了，你回去繼續作夢）」，又稱中國特色社會主義有優越性，中共是堅決為人民的政黨。不過他說不是叫大家擁護共產黨，但稱中共自建國以來雖然經歷很多彎路和錯事，但「用舊眼光去看就沒有進步」。

### 反對港獨
對於接二連三有大學學學生會在致辭時提及香港獨立，譚耀宗指令人心痛和憤怒，證明他們「對中國歷史無理解，無感情」及指出港獨乃分裂國土行為，不屬言論自由一部分，批評港獨出賣香港人和香港，估計說這些言論的人或者受人誤導，想挑戰權威或是想讓自己變得「好威風」等。

### 對高院裁定《反蒙面法》不符合《基本法》的態度
2019年11月18日，高等法院裁定，政府引用《緊急條例》訂立《反蒙面法》，不符合《香港特別行政區基本法》規定。全國人大常委會法制工作委員會發言人回應指，香港法律是否符合《基本法》，只能是由全國人大常委會判斷和決定。全國人大常委譚耀宗認為，全國人大法工委的意見是貫徹中共總書記習近平近日要求香港止暴制亂的精神。

### 指2019年區議會選舉不合常態 要求中央改制
2019年區議會選舉民主派壓倒性大勝，譚耀忠指出因為社會撕裂，選舉結果不正常，而黨員也受到牽連。他要求中央政府改善這個不公現象。

### 支持盡早為23條立法及揚言泛民主派於立法會過半議會將被癱瘓
2020年5月3日，譚在接受商業電台節目訪問時，直指一但同年9月的立法會選舉，泛民主派可以取得一半議席或以上的話，中共最想香港訂立但廣受自由社會非議的香港基本法23條以及各事項都無法完成討論，揚言泛民陣營將會癱瘓議會及「攬炒香港 」。
同時，譚亦建議特區政府可於同年9月立法會換屆之後，盡早就基本法23條盡早進行資詢，而且希望在2021年8月或之前落實有關立法程序。同時譚亦認為透過《基本法》附件三，將內地《國家安全法》直接引入香港都是一個辦法。隨後5月下旬國安法草案獲全國人大會議審議，並於6月下旬獲人大常委會通過，直接於香港實施。

### 揚言不支持港區國安法的立法會選舉參選人應被取消資格
2020年，全國人大常委會強行通過為香港制定國家安全法，隨即引來極大爭議。但是，於同年6月3日，身為全國人大常委的譚氏在《紫荊》雜誌撰文指，全國人大通過決定授權常委會制定港區國安法對香港是一場及時雨，做法合憲、合法、合情、合理。他亦強調國安法每個市民都應遵守，要與反中亂港分子劃清界限，對於想參與香港建制的人，無論是議員或是參選人，都不應該反對為國家安全立法，若果反對就違反《基本法》，應被取消資格。但是有關說法隨即被泛民陣營批評譚是在恐嚇所有反對該法例的人士。
- 2020年11月，泛民有4名議員疑因違反《基本法》第104條，於11日被即時取消立法會議員資格。譚耀宗表示，留意到有民主派議員拖延議會運作，違反議員職責，已於人大常委會會會議中加插議程討論有關事宜。[49]並表示人大常委會今次並非再釋法，而是處理4名早前被選舉主任列為不符合參選資格議員，在延任立法會期間不能繼續擔任議員工作，認為被取消資格人士在未來很難獲重新確認資格。[50]

### “愛國者治港”观点
2021年2月19日，譚耀宗在《香港01》撰文表示，香港需建立有效機制貫徹愛國者治港。他表示，從2019年下半年的修例風波，到2020年的新冠疫情肆虐等都給香港的經濟、民生帶來了前所未有的嚴重打擊，「同時暴露了特區政府在管治上和政策落實上的漏洞和不足」。他認為「一國兩制」要走下去，特區政府的思維以及整個管治制度也需要作出調整。他又说，習近平在聽取林鄭月娥2020年度述職報告時強調，香港由亂及治的重大轉折，再次昭示了一個深刻道理，是要確保「一國兩制」實踐行穩致遠，必須始終堅持「愛國者治港」。对于「愛國者治港」的概念，譚耀宗认为參政者必須要認同中央對香港的全面管治權和香港特區政治體制，必須要效忠中華人民共和國香港特別行政區，而香港絕不會允許參政者以任何理由實行勾結外國勢力、公開破壞國家主權和領土完整，又稱「這是所有參政者都不能觸碰的底線，也是對愛國者治港的基本要求」。

### 黎智英可送內地受審論
2022年12月4日，譚耀宗接受電視訪問時稱，全國人大常委會例會最快本月底召開，暫時未知會否討論釋法。被問及若無本地執業律師願意接手案件時，將可如何處理？譚耀宗指，既然不能讓海外律師處理的話，若遇到無本地律師願意接手案件時，可移交至內地審理。本身是律師的時事評論員桑普表示，譚耀宗提出「送中」一說，真正原因是中共要黎智英消聲，阻止其辯護論據見光，一旦黎遭引渡，即如甕中之鱉，其人權必然受到嚴重剝奪。

## 外部連結
- 香港立法會：譚耀宗議員
- 譚耀宗官方個人網頁（页面存档备份，存于）
- 譚耀宗是廣東客屬社團聯合總會成員

| 議會席位        | 議會席位                                           | 議會席位      |
| --------------- | -------------------------------------------------- | ------------- |
| 前任： 范徐麗泰 | 全國人民代表大會常務委員會香港委員 2018年3月18日—  | 現任          |
| 政黨職務        |                                                    |               |
| 前任： 馬力     | 民主建港協進聯盟主席 · 2007年8月28日—2015年4月17日 | 繼任： 李慧琼 |